# Sciades boharti
Sciades boharti là một loài bọ cánh cứng trong họ Cerambycidae.